# グランド・セントラル-42丁目駅
グランド・セントラル-42丁目駅 (グランド・セントラル-42ちょうめえき、英語: Grand Central–42nd Street) はマンハッタンのミッドタウンにあるニューヨーク市地下鉄の複合駅である。パーク・アベニューと42丁目の交差点付近から東にレキシントン・アベニューまで広がっている。ニューヨーク市地下鉄ではタイムズ・スクエア-42丁目/ポート・オーソリティ・バスターミナル駅に次いで利用者の多い駅で、2015年には4520万7849人が利用した。IRTレキシントン・アベニュー線、IRTフラッシング線およびIRT42丁目シャトルが乗り入れており、IRT線同士で乗り換えができる。また、ハドソン川より東に向かうメトロノース鉄道の全路線が発着するグランド・セントラル駅の地下にあり、重要な乗換駅である。
以下の系統が乗り入れている。
- 4系統、6系統、7系統 ・・・ すべての時間帯
- 5系統、42丁目シャトル（S系統） ・・・ 深夜帯以外
- <6>系統 ・・・ ラッシュ時および日中の混雑方向
- <7>系統 ・・・ ラッシュ時および夕方の混雑方向

## 駅構造
| G                                   | 地上階     | 出入口 |
| B1 改札階、シャトル列車ホーム       | 改札口     | 駅員詰所、メトロカード自動販売機 |
| B1 改札階、シャトル列車ホーム       | 4番線      | ← タイムズ・スクエア駅ゆき（終点） |
| B1 改札階、シャトル列車ホーム       | 島式ホーム | |
| B1 改札階、シャトル列車ホーム       | 1番線      | ← タイムズ・スクエア駅ゆき（終点） |
| B2 レキシントン・アベニュー線ホーム | 北行緩行線 | ← 深夜のみ：ウッドローン駅ゆき（51丁目駅） ← ペラム・ベイ・パーク駅ゆき（51丁目駅） ← 平日日中：パークチェスター駅ゆき（51丁目駅）                                         |
| B2 レキシントン・アベニュー線ホーム | 島式ホーム | |
| B2 レキシントン・アベニュー線ホーム | 北行急行線 | ← 深夜以外：ウッドローン駅ゆき（59丁目駅） ← ダイアー・アベニュー駅、ネレイド・アベニュー駅ゆき（59丁目駅）                                                                |
| B2 レキシントン・アベニュー線ホーム | 南行急行線 | → 深夜以外：クラウン・ハイツ-ユーティカ・アベニュー駅ゆき（14丁目駅）→ 平日：ブルックリン・カレッジ駅ゆき（14丁目駅）→ 夜間・休日：ボウリング・グリーン駅ゆき（14丁目駅）→ |
| B2 レキシントン・アベニュー線ホーム | 島式ホーム | |
| B2 レキシントン・アベニュー線ホーム | 南行緩行線 | → 深夜のみ：ニューロッツ・アベニュー駅ゆき（33丁目駅）→ ブルックリン・ブリッジ駅ゆき（33丁目駅）→                                                                          |
| B3                                  | 中間階     | エスカレーターの踊り場 |
| B4 フラッシング線ホーム             | 南行       | ← ハドソン・ヤード駅ゆき（5番街駅） |
| B4 フラッシング線ホーム             | 島式ホーム | |
| B4 フラッシング線ホーム             | 北行       | → フラッシング-メイン・ストリート駅ゆき（バーノン・ブールバード-ジャクソン・アベニュー駅）→                                                                                |

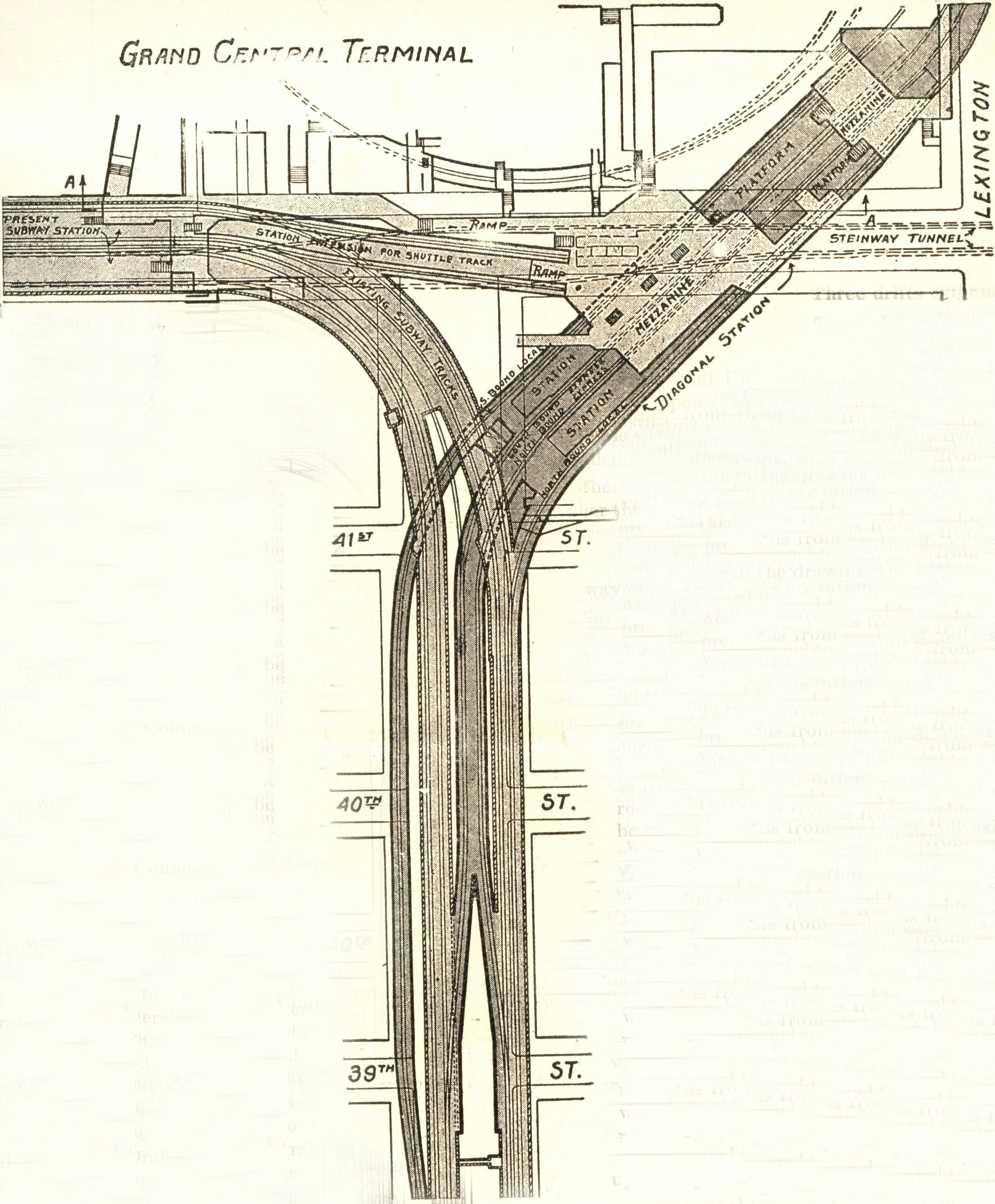
1918年の計画

フラッシング線およびレキシントン・アベニュー線のホームの上の中二階に東西連絡通路が設けられており、そこから42丁目シャトル、あるいは複数ある連絡口からメトロノース鉄道のグランド・セントラル駅や屋外、42丁目のビル群に直接向かうことができる。例えばクライスラービルには中二階の案内窓口の左側にある通路から出入りでき、125 パーク・アベニューにあるビルや110 東42丁目にあるビルは個別に運賃収受口が設けられており中二階に出られる。また、122 東42丁目にあるビルには独自の改札口が設けられていて、中二階の東側にあるIRTフラッシング線ホーム行きのエスカレーターに直接アクセスできるようになっている。他のビルには出口から出たり西に歩いてメトロノース鉄道のグランド・セントラル駅を通っていくことができる。ワン・ヴァンダービルトに出入口を設置することも検討されている。
最近になって様々な改修工事が行われているが、まだ修理や改修工事が必要な通路が残っている。同時に、メトロノース鉄道のグランド・セントラル駅冷房化計画に合わせて冷房を導入する計画がある。しかし, 2006年現在では冷房化されているのはレキシントン・アベニュー線の駅構内だけである。ニューヨーク市地下鉄で冷房化されているのは他にサウス・フェリー駅とフラッシング線の34丁目-ハドソン・ヤード駅、そしてIND2番街線の3駅のみにとどまる。なお、フラッシング線ホームには扇風機がついているが、冷房はない。
パストレインの当初計画では現在の終点である33丁目駅から北東方向にグランド・セントラル駅まで延伸する案もあった。ホームや線路の用地は残してあったが、結局建設されなかった。
42丁目シャトルを除く駅全体、およびメトロノース鉄道グランド・セントラル駅への連絡通路は障害を持つアメリカ人法に基づいて車椅子対応になっている（42丁目シャトルも当駅は車椅子対応であるが、タイムズ・スクエア駅が非対応のため路線として非対応になってしまっている）。
2014年にメトロポリタン・トランスポーテーション・オーソリティ (MTA) はグランド・セントラル駅に "On The Go! Travel Station" (OTG) というタッチパネル対応のオンライン対話型アプリを導入した。これは自動更新型のキオスク端末で、乗客が自分で経路検索や遅延の有無が確認できるようになっている。MTAはパイロット・プロジェクトの一環でOTGを最初に導入した5駅について周辺の地図を設定していた。ボウリング・グリーン駅で行われた技術試験では、OTG端末を使うことで地下鉄の工事計画やサービス変更だけでなく、ランドマークや駅周辺の街区の情報も提供できるようになっていた。

### 相対深度
| メトロノース鉄道 上層階       | 6.1メートル (20 ft)           |
| 42丁目シャトル                | 6.1メートル (20 ft)           |
| IRTレキシントン・アベニュー線 | 15メートル (50 ft)            |
| メトロノース鉄道 下層階       | 18メートル (60 ft)            |
| IRTフラッシング線             | 24メートル (80 ft)            |
| ロングアイランド鉄道 上層階   | 40メートル (130 ft)（建設中） |
| ロングアイランド鉄道 下層階   | 46メートル (150 ft)（建設中） |

### IRT3番街線への乗換
以前は地下鉄駅とIRT3番街線（高架線）で自由に乗り換えることができた。これは1942年6月14日にクイーンズボロ・プラザとIRTフラッシング線を結んでいたIRT2番街線が廃止になったことから始まり、1955年5月12日にIRT3番街線が廃止になるまで続けられた。

## IRT42丁目シャトル
IRT42丁目シャトルのグランド・セントラル駅 (Grand Central) は1904年に開業したIRTでも最古の駅の1つで、開業時は緩行線・急行線に挟まれた島式ホーム2面からなっていた。
開業当時は4線だったが、1975年に南行き急行線（2番線）が廃止・撤去、その後2021年には3番線も封鎖されたため現在は2線である。北行き緩行線（4番線）と他の2線の間には渡り線はない。1番線はIRTレキシントン・アベニュー線の南行緩行線に合流しており、車両基地から1番線への回送列車を運行する際に利用される。レキシントン・アベニュー線が北に延伸されて旧線のこの区間がシャトルに利用されるまでは、3線とも同じように配線されていた。
ニューヨーク州公共サービス委員会がレキシントン・アベニュー線の駅近くに42丁目シャトルのホームを新設することを計画し、実際に建設されたものの、使われることはなかった。グランド・セントラル駅のすぐ南側の曲線区間でトンネルの壁や天井を撤去した上で42丁目の下を東に向かって線路が延長され、2本の線路の間に細い島式ホームが設けられていた。結局使われなかったこの線路は木造の床で覆われ、レキシントン・アベニュー線と42丁目シャトルを結ぶ通路とされた。この木造の床は1946年にコンクリート製となり現在に至る。
営業終了後によく映画撮影が行われており、1971年の映画『フレンチ・コネクション』の有名なシーンや『FRINGE/フリンジ』、『PERSON of INTEREST 犯罪予知ユニット』や『30 ROCK/サーティー・ロック』などのエピソードがここで撮影されている（『30 ROCK/サーティー・ロック』のエピソードではロックフェラー・センター駅として登場）。

### 画像

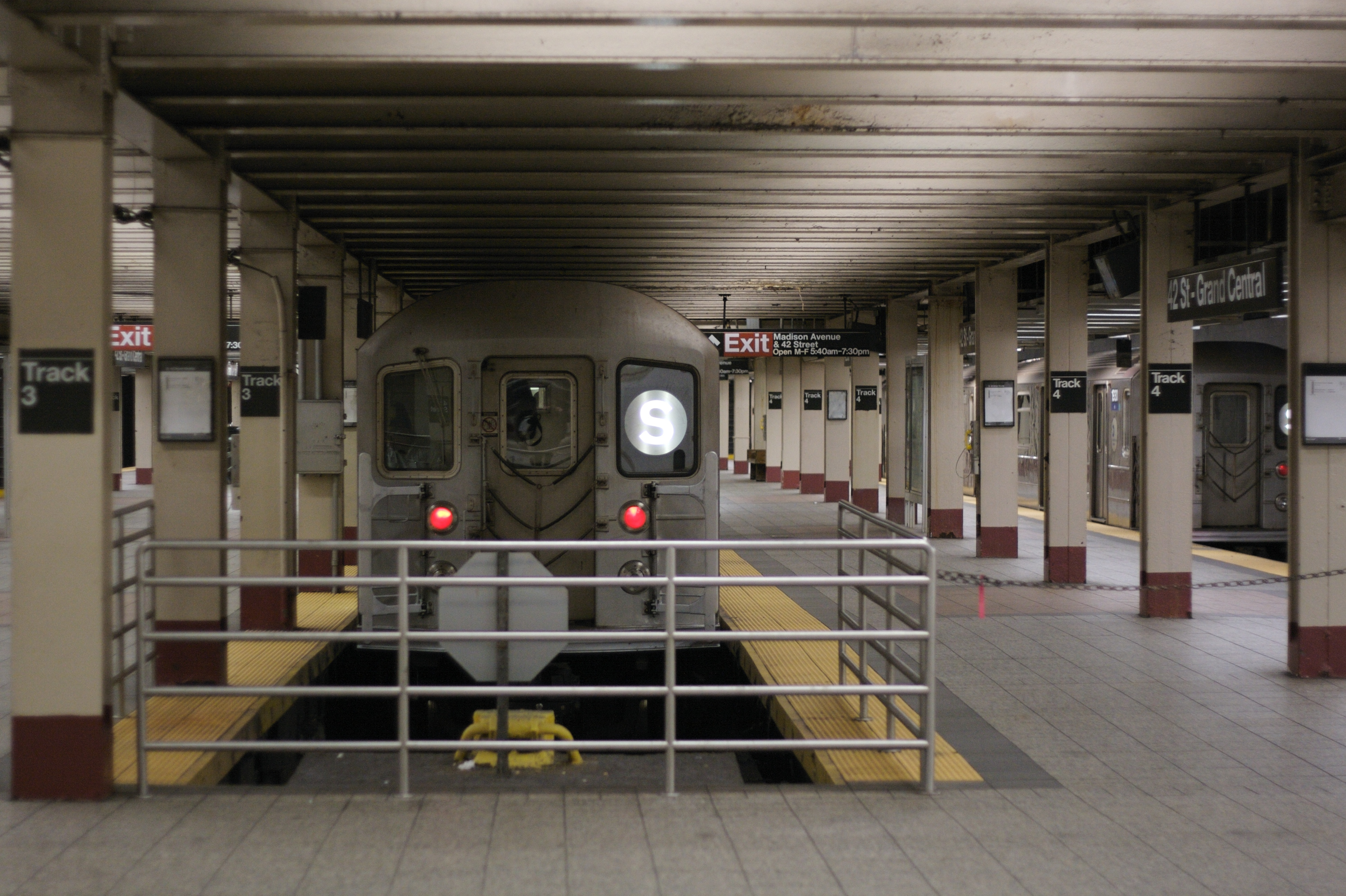
3番線の列車
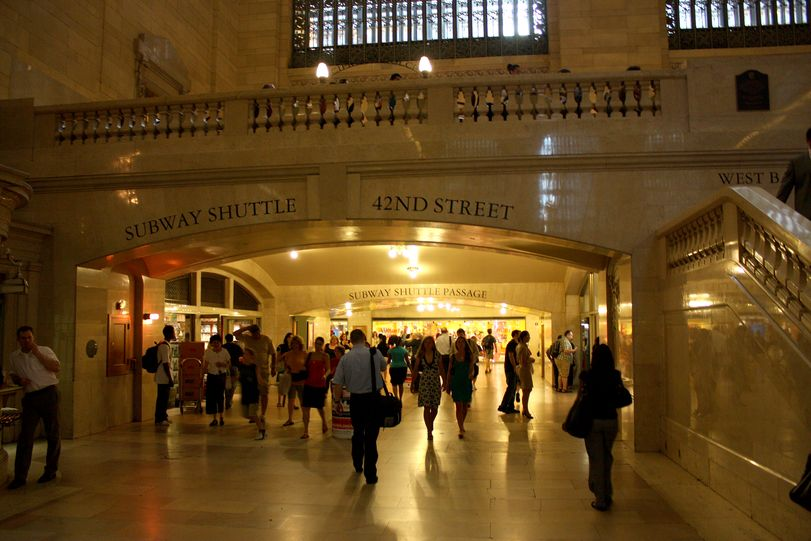
グランド・セントラル駅のメインコンコースにある入口
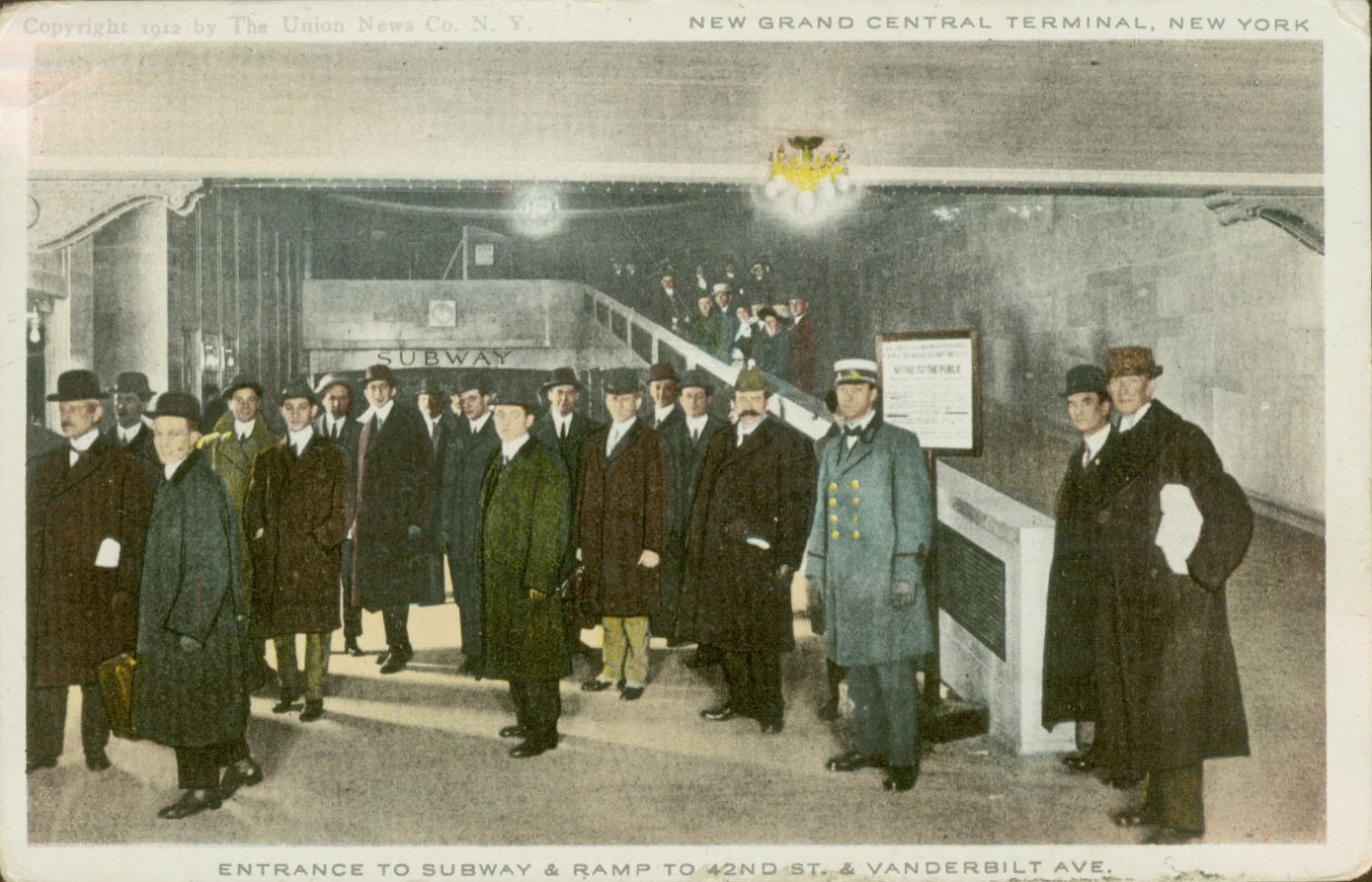
新築されたグランド・セントラル駅から地下に降りる乗客（1912年）

## IRTフラッシング線
IRTフラッシング線のグランド・セントラル駅（駅名標では42丁目-グランド・セントラル駅）は島式ホーム1面2線をもつ駅である。
1950年3月2日にはユニオン・ニュース社が新しいステンレス鋼製の移動式新聞売り場を設置した。
大きな丸い天井はロンドン地下鉄やパリメトロ、東欧の駅に似た印象を作り出している（マンハッタンではルーズベルト・アイランド駅や168丁目駅（IRTのホーム）、181丁目駅なども同じ構造である）。プラットホームには他路線や中二階、グランド・セントラル駅コンコース下の通路に向かう階段やエスカレーターが設けられている。出口と非常口はホーム中央と東西両端にある。障害を持つアメリカ人法で設置が求められたエレベータはホーム西端寄りにあり、売店はホーム東端にある。
過去にはフラッシング線をグランド・セントラル駅のすぐ西で42丁目シャトルと接続する計画があり、このための傾斜区間が作られた。42丁目シャトルとフラッシング線ホームの間の連絡通路は、このときに作られた傾斜区間の名残である。また、駅から61メートル (200 ft)ほど離れたところにかつて路面電車用に建設されたループ線の一部が2箇所ほど無傷で残っており、南行線からMTAの係員だけがアクセスできる。線路間にもループ線の一部が残っており、現在ポンプ室として使用されている。ループ線であった空間はCBTCの開閉器室に転用されている。

### 画像

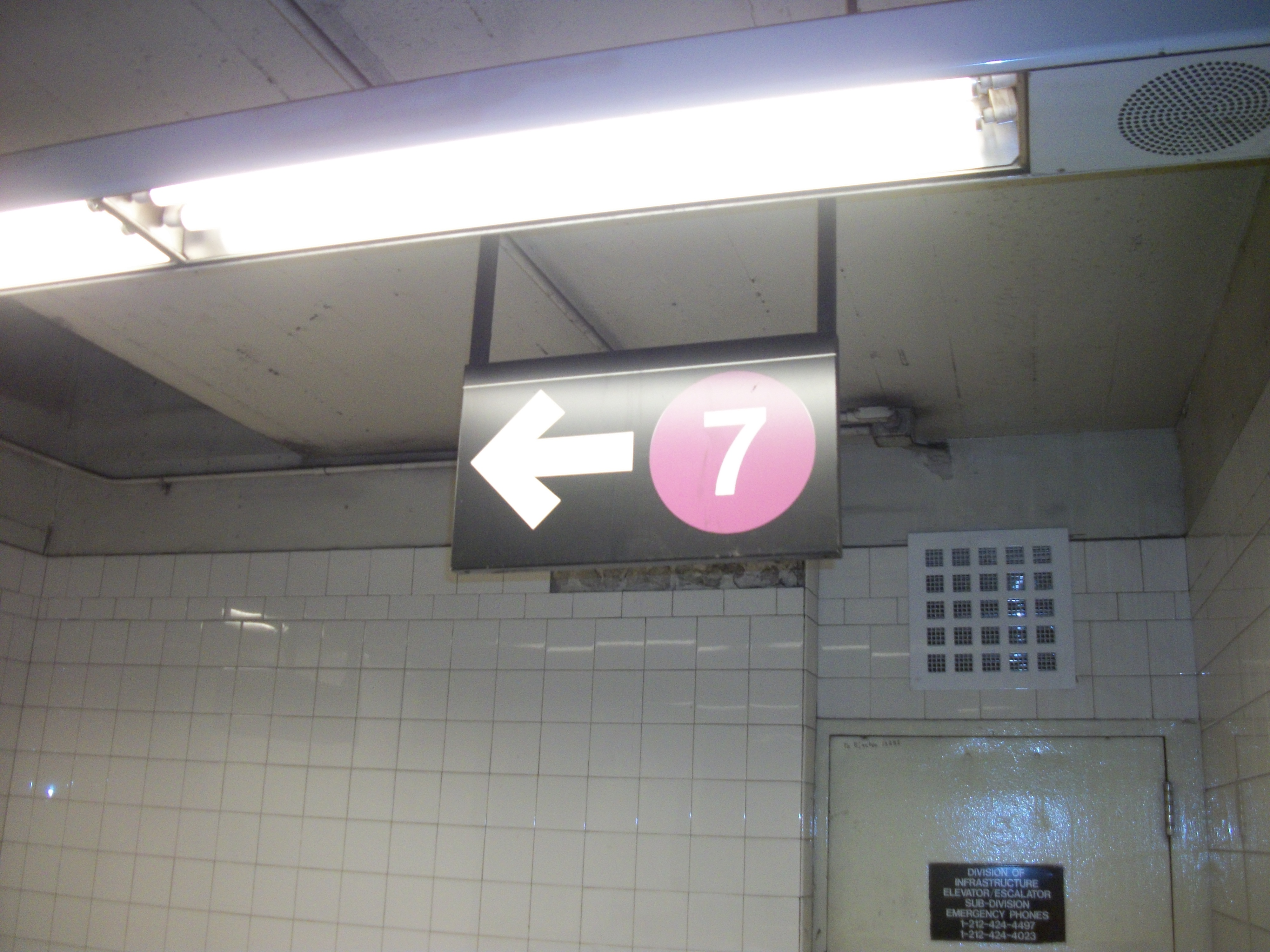
フラッシング線ホームに向かう階段。昇降の向きが表示されている。
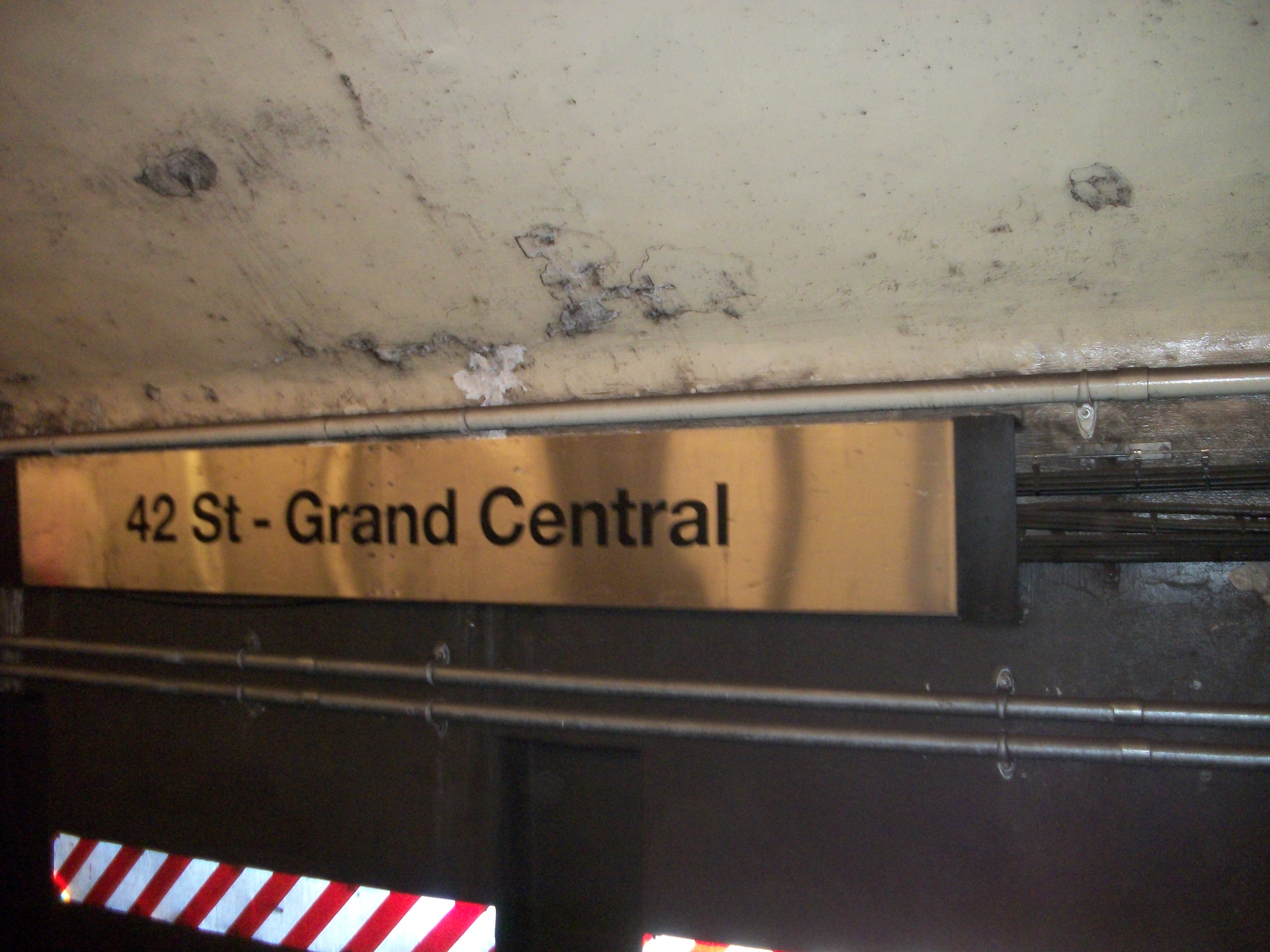
トンネル壁面の駅名標。旧駅名の"42nd Street - Grand Central"が書かれている。
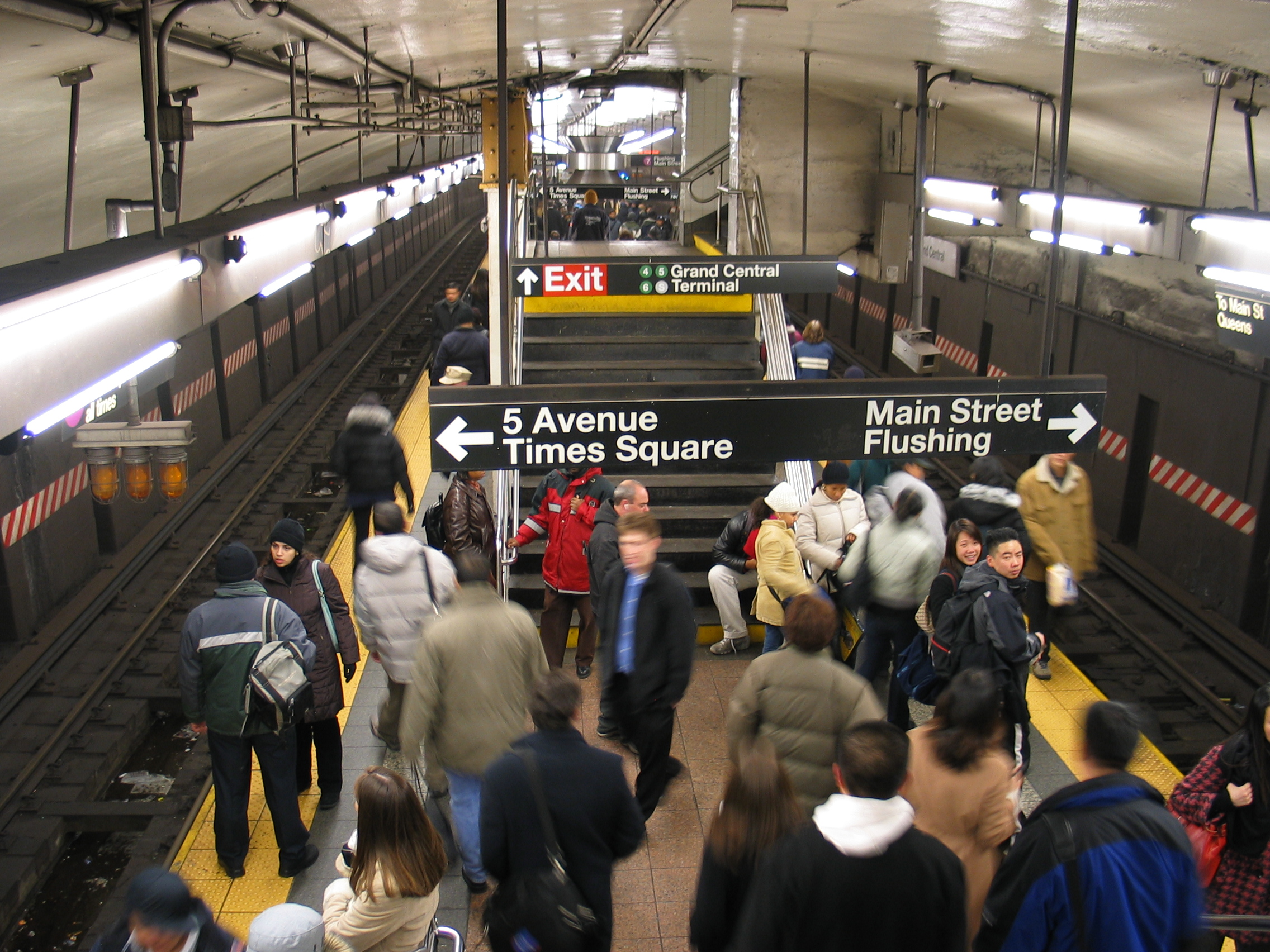
階段からフラッシング線ホームを見下ろす
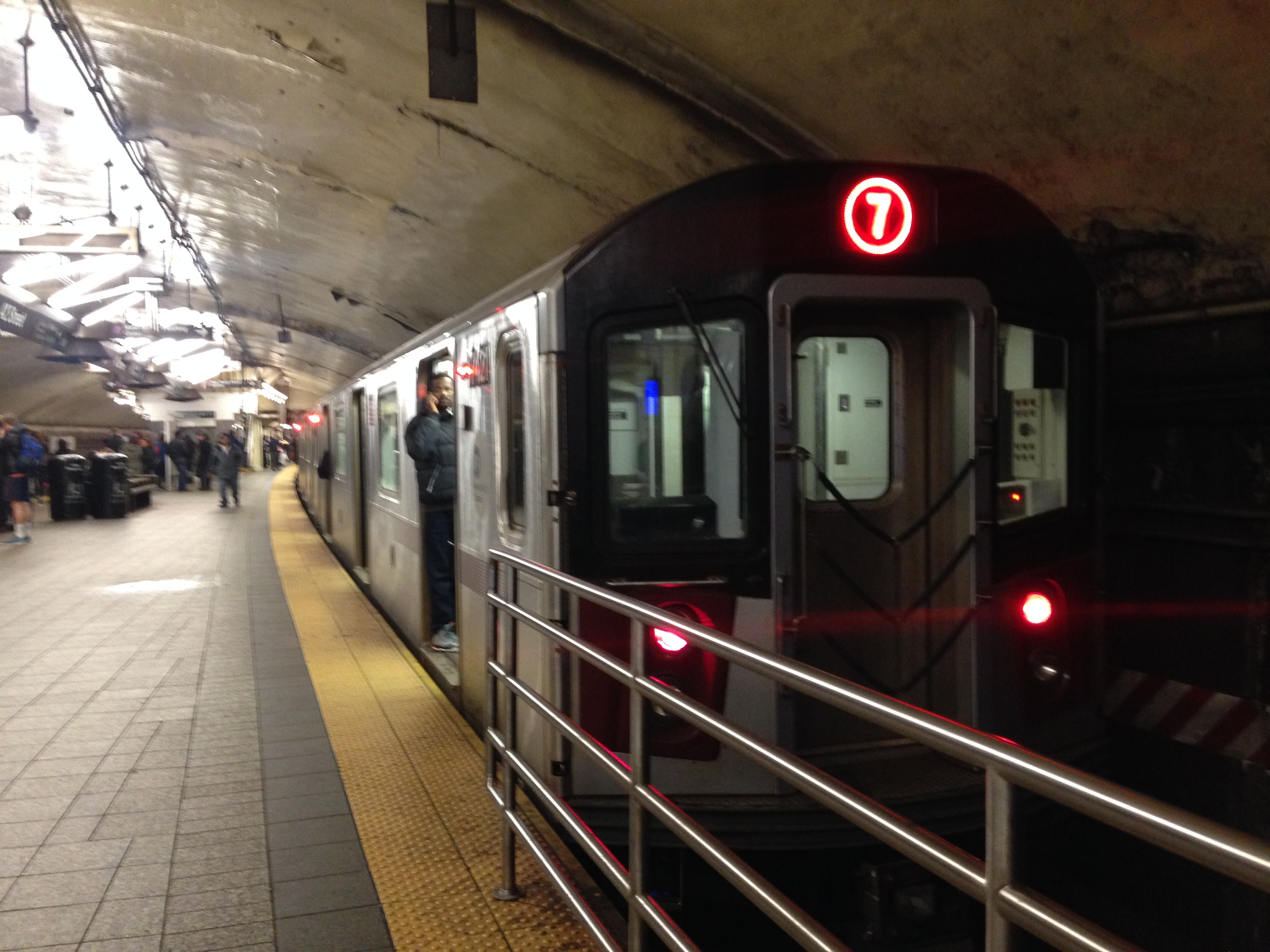
南行7系統のR188型電車

## IRTレキシントン・アベニュー線
IRTレキシントン・アベニュー線グランド・セントラル-42丁目駅（グランド・セントラル-42ちょうめえき、英語: Grand Central–42nd Street）は島式ホーム2面4線を持つ急行停車駅である。建設当時は碁盤の目状の街路に対して45度傾いていたことから、ダイアゴナル・ステーション (Diagonal Station) とも呼ばれた。柱や梁はグランド・セントラル駅や隣接するオフィスタワーを支えるため非常に強固に作られている。
一部の壁面には様式化された蒸気機関車のモザイク画が描かれ、北行き線のホーム側壁にはタイルで大きな通路が描かれている。また、中二階の床には正確な方角を示した羅針図が描かれている。
南行き緩行線は駅の南側でIRT42丁目シャトルのダウンタウン方面の緩行線と合流している。これはIRT42丁目シャトルが4線だった頃の名残である。現在では車両の回送や42丁目シャトルからレキシントン・アベニュー線に入る鉄道ファン向けの特別列車の運転の際に使用される。
駅のすぐ南で線路が2本に分岐し、1870年に作られたニューヨーク・ハーレム鉄道のマレー・ヒル・トンネル（現在はパーク・アベニューへの自動車トンネルとして利用されている）に向かっていた。
グランド・セントラル-42丁目駅のホーム南側にはレキシントン・アベニュー線の運転指令所があり、レキシントン・アベニュー線の列車はすべてここで制御されている。
南行きの線路は、終端部で約3.0メートル (10 ft)ほど建設当時の路盤から低くなるよう傾斜がつけられている。
グランド・セントラル駅の42丁目シャトルホームに向かっていた線路は、新しいシャトルホーム用に作り直した部分を通るように曲線部分の手直しが行われた。新しいシャトルホームは使われていないが、ホームまでの間に元々あった支柱や屋根は通路から撤去されている。なお、42丁目シャトルへの接続部はアップタウン方面の緩行線からも見ることができ、さらに先に延びている傾斜部は駅のすぐ南にまだ残っている。
ニューヨークシティ・トランジット・オーソリティは1950年代初頭の時点で4線の下層ホームを設ける構想を持っていた。急行線を分岐させて下層ホームに引き込み、当駅発着の急行を運転することなどが考えられていた。当駅は地下15メートル、IRTフラッシング線は地下24メートルで、実際に新しい階層を設けられるスペースがある。

### 画像

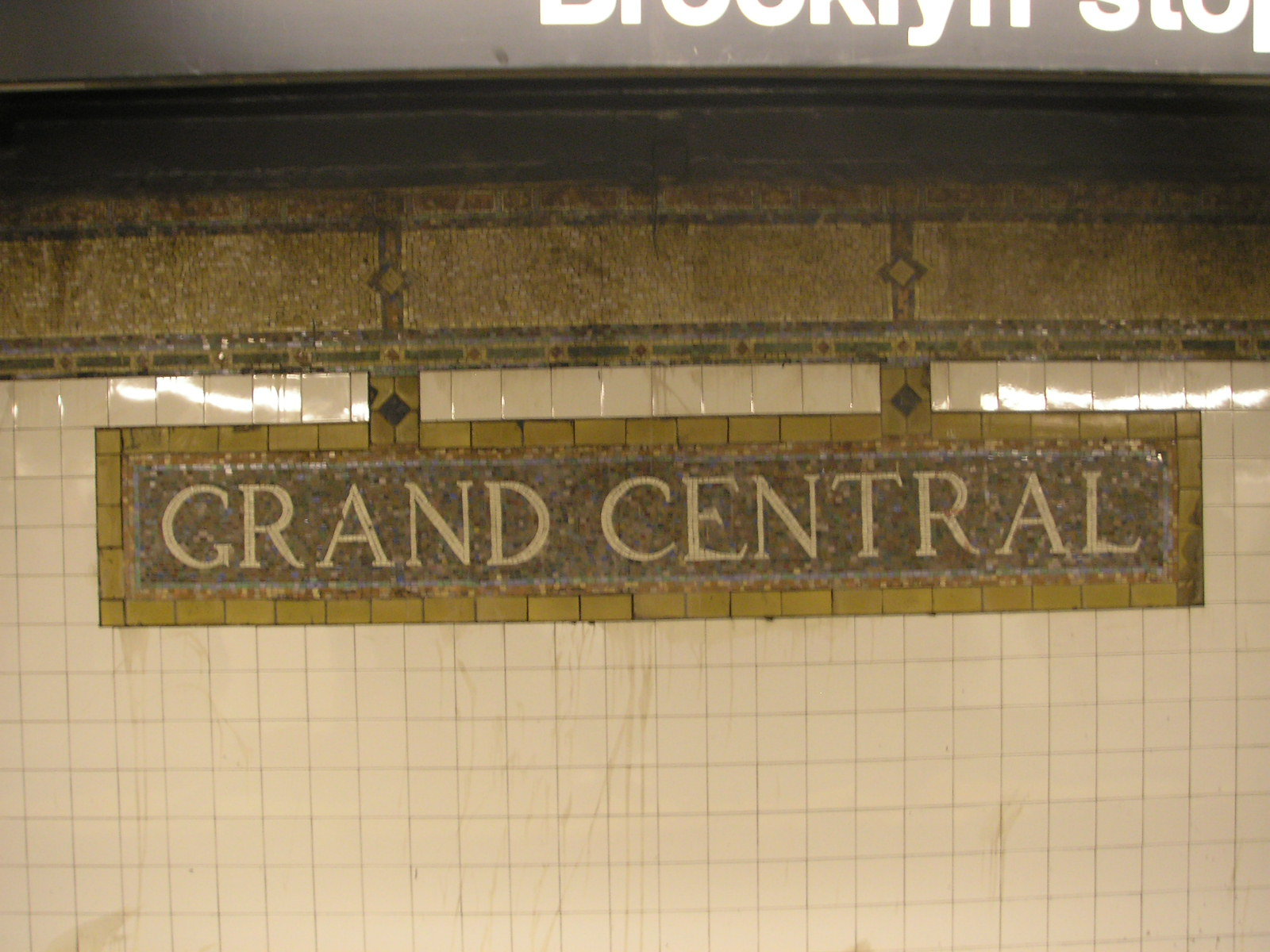
タイルモザイクで作られた駅名標
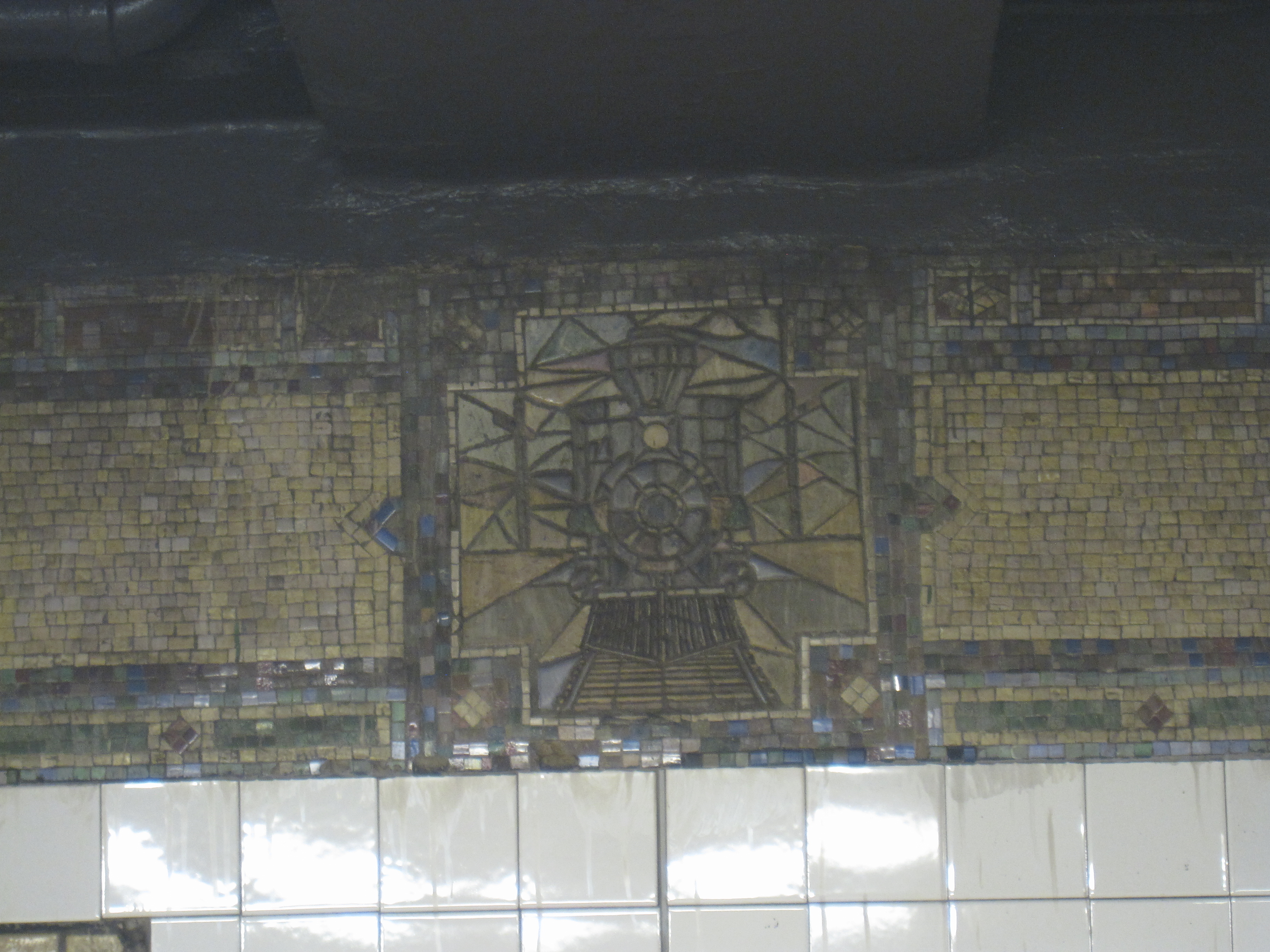
モザイク画を拡大
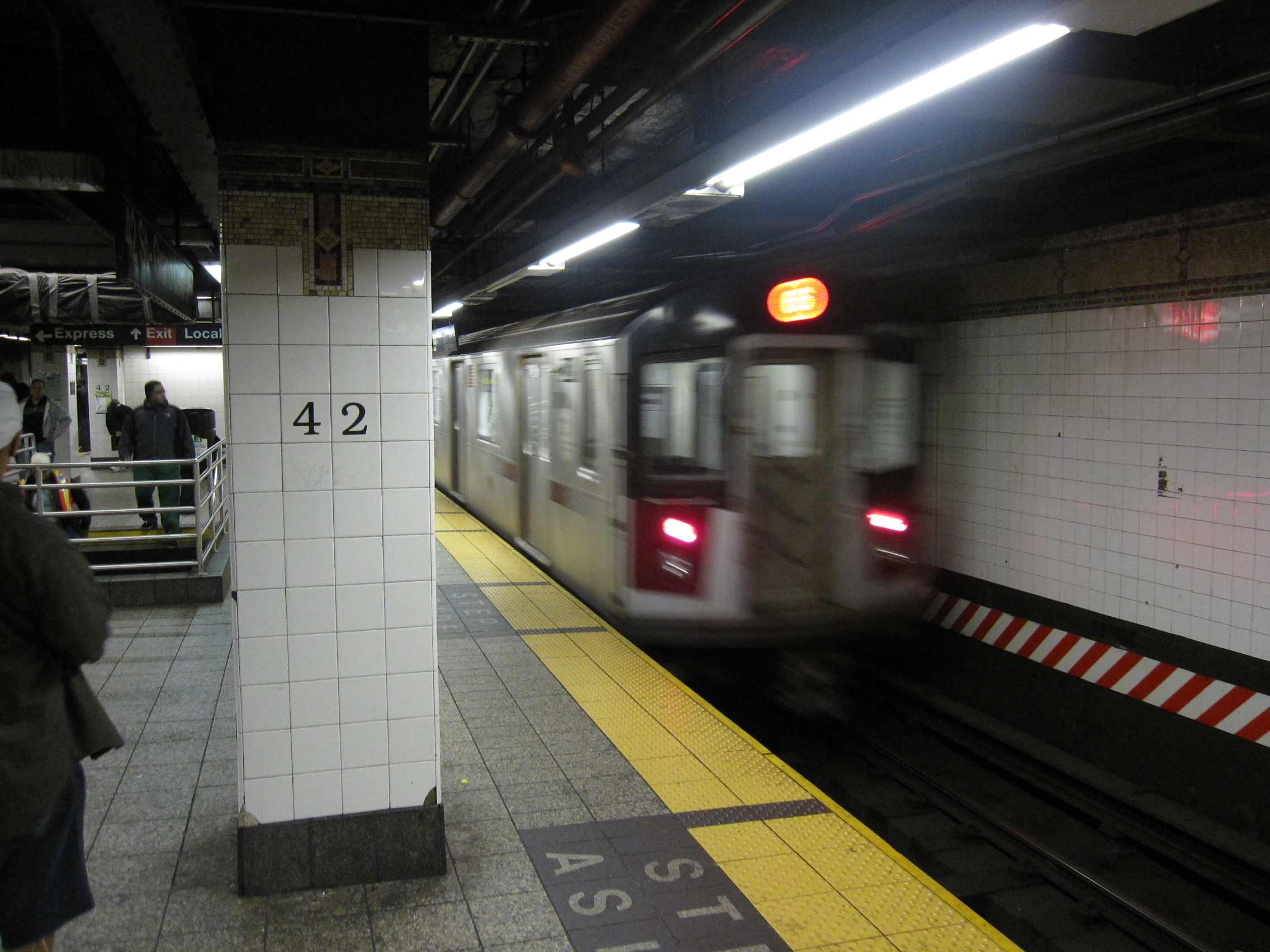
緩行線から出発する6系統の列車
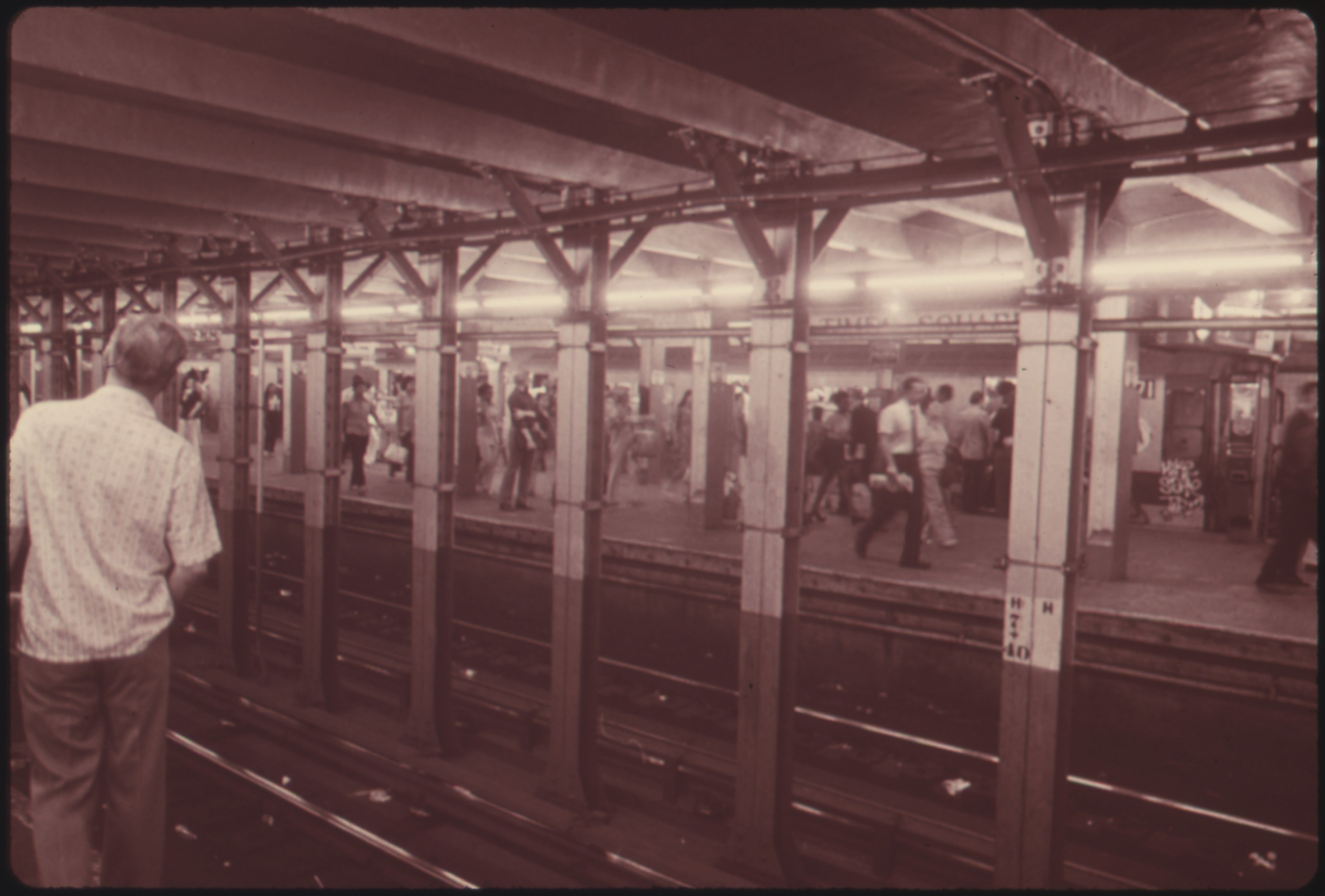
1970年のホームの様子

## テロ未遂事件
2009年9月に、アルカーイダのニューヨーク市地下鉄網に対する自爆テロ計画に関与したとしてナジブラ・ザジと共謀者が逮捕された。これはラッシュ時のグランド・セントラル駅付近などを標的としたもので、ザジは有罪判決を受けた。